# 翅叶牛奶菜
翅叶牛奶菜（学名：Marsdenia hainanensis var. alata）为夹竹桃科牛奶菜属海南牛奶菜的变种。分布于中国大陆的海南等地，一般生于山顶，目前尚未由人工引种栽培。